# T·S·艾略特
托马斯·斯特恩斯·艾略特，OM（英語：Thomas Stearns Eliot，1888年9月26日—1965年1月4日），美國出生的英國诗人、文学评论家、剧作家，英语现代主义诗歌的代表人物，于1948年被授予诺贝尔文学奖，其代表作《荒原》被认为是二十世纪最有影响力的英文诗作之一。

## 生平
艾略特1888年9月26日出生于密苏里州的圣路易斯，他的家境十分优越，父亲是公司总裁，母亲原是教师，后成为一名志愿者积極参與社会工作。艾略特是家中最小的孩子，母亲与五个姐姐的过分照顾并没有使艾略特的童年拥有双份快乐，实际情况正好相反。十六岁之前，艾略特在圣路易斯的史密斯学院学习。
1905年的秋天，艾略特进入哈佛大学，他的新生生涯过得非常舒适，所加入的几个社团当中有一个是文学方面的：“书章”（the literary signet）。受一些教授的影响，艾略特开始关注起白璧德的醒世格言及桑塔亚纳的怀疑论，对他影响最深的是塞门兹（Arthur Symons）的书《文学中的象征主义运动》。由于艾略特起初所择课程过于分散而使自己变得手忙脚乱，但最后凭其毅力终于获得了比较文学的学士学位以及英国文学的硕士学位。
1910年，艾略特离开美国，前往巴黎的索邦大学，在那里，各种艺术领域的前卫思想、学术围绕着他，在法兰西学院聆听了柏格森的哲学课后，艾略特一下子就被迷住了，这使得他重归被当时誉为哲学的黄金时代的哈佛修读哲学博士学位。1914年，艾略特前往欧洲旅行，那个时候，他在哈佛的大部分哲学老师已经将他视作一个未来的同事。艾略特打算于同年秋进入牛津大学墨頓學院学习，同行的有布拉德利（F.H.Bradley）的同事及后续者约阿欣，于同年的8月到达伦敦，同行的美国诗人艾肯（Aiken）将艾略特的诗稿送给著名诗人艾兹拉·庞德，9月，艾略特与庞德初次见面，从此，两人在新古典主义诗歌的创作活动中紧紧的联系在一起。在庞德的帮助下，许多杂志刊登了艾略特的诗作，其中最显著的一首是于1915年发表的《J.阿尔弗雷德·普鲁弗洛克的情歌》。这首诗模仿了法国象征派诗人儒尔·拉夫格的风格，具有很浓的讽刺意味，刻画了当时社会背景下的人对于爱情对于生活的复杂心理。
1915年初，在一个同学的介绍下，艾略特认识了舞蹈家薇薇安·海伍德（Vivien Haigh-Wood），他迅速的被迷住了，两人于当年的六月结婚。艾略特的父母对此感到震惊，当他们知道了薇薇安一长串感情史及精神病史后更是深深的困扰，这场婚姻使整个家庭濒于破裂，但也无可置疑的开创了艾略特的英国生活。
婚后的生活并非一帆风顺，为了要应付开支，艾略特承受着繁重的工作量，他在一所学校担任讲师，又担任一本先锋杂志《唯我主义者》（the Egoist）的助理编辑。1916年4月，艾略特完成博士论文，但由于他拒绝回国而失去了学位。1917年春天，一位朋友为艾略特提供了一份稳定的工作，在劳埃德银行担任评估员。这份工作使艾略特有时间和精力继续他的诗歌创作，那一年，他的第一本书《普鲁弗洛克及其他》出版给了他很大的动力。这本书由《自我主义者》杂志印行，由庞德夫妇匿名出资。这本书为艾略特奠定了作为一名诗人的地位，接着，1922年《荒原》出版，这部作品被评论界看作是二十世纪最有影响力的一部诗作，而艾略特本人的名气也高涨的近似神话，至今，这部作品仍被认为是英美现代诗歌的里程碑。1927年，艾略特加入了英籍。1930年以后的三十年里，艾略特成为了英国文坛上最卓越的诗人及评论家。
由于两人的性格差异巨大，艾略特的第一次婚姻注定是一个失败，薇薇安因为精神上的原因住进疗养院，1933年，身心疲惫的艾略特与妻子正式分居。1956年，艾略特娶了第二任妻子弗岚切（Valerie Fletcher），这场婚姻十分幸福。1965年1月4日，艾略特于伦敦的家中逝世，享年76歲。

## 代表作品列表

### 诗
- 《普鲁弗洛克及其他》（Prufrock and Other Observations，1917年）  ISBN 9781599868523
- 《诗集》（Poems，1919年） ISBN 9780375401855
- 《荒原》（The Waste Land，1922年） ISBN 9781599865447
- 《诗集1909-1925》（Poems 1909-1925，1925年） ISBN 9780571342709
- 《圣灰星期三》（Ash Wednesday，1930年） ISBN 9780598721723
- 《老负鼠的猫经》（Old Possum's Book of Practical Cats，1939年） ISBN 9780151686568
- 《焦灼的诺顿》（Burnt Norton，1941年） ISBN 9781471352263
- 《四个四重奏》（Four Quartets，1943年）  ISBN 9780156332255
- 《诗集》（Collected Poems，1962年）  ISBN 9780374235130

### 散文
- 《圣林》（The Sacred Wood，1920年）
- 《安德鲁·马维尔》（Andrew Marvell，1922年）
- 《但丁》（Dante，1929年）
- 《当代文学的传统和尝试》（Tradition and Experimentation in Present-Day Literature，1929年）
- 《朗伯斯后的沉思》（Thoughts After Lambeth，1931年）
- 《约翰·德莱顿》（John Dryden，1932年）
- 《古典与现代散文》（Essays Ancient and Modern，1936年）
- 《诗与剧》（Poetry and Drama，1951年）

### 剧本
- 《磐石》（The Rock，1934年）
- 《大教堂中的谋杀》（Murder in the Cathedral，1935年）
- 《家庭聚会》（The Family Reunion，1939年）
- 《鸡尾酒会》（The Cocktail Party，1949年）
- 《機密書記》（The Confidential Clerk，1953）
- 《老政治家》（The Elder Statesman，1959年）

## 作品的中譯
- 繁體字本：
  - 談德義、李建三/譯，《閱讀輔導‧艾略特的《荒原》》，書林出版，1987年。
  - 李俊清/譯，《艾略特的荒原》，書林出版，1992年。
- 簡體字本：

## 相關書籍
- 劉燕，《現代批評之始：T.S.艾略特詩學研究》，廣西師範大學出版社，2005年。
- 張劍，《T.S.艾略特：詩歌與戲劇的解讀》，外語教學與研究出版社，2006年。
- 董洪川，《「荒原」之風：T.S.艾略特在中國》，北京大學出版社，2006年。
- 江玉嬌，《詩化哲學：T.S.艾略特研究(英文版)》，復旦大學出版社，2010年。